# Grube Direktion Elberfeld
Die Grube Direktion Elberfeld war eine Buntmetallerz-Grube des Bensberger Erzreviers in Bergisch Gladbach im Stadtteil Kaule. Das Grubenfeld Direktion Elberfeld erstreckte sich im Königsforst in der Umgebung des alten Bahndamms etwa 600 Meter nördlich des alten Forsbacher Bahnhofs.

## Geschichte
Die Mutung des Grubenfeldes Direktion Elberfeld vom 28. Mai 1889 geht auf den Bau der Eisenbahn von Bensberg nach Rösrath zurück, bei dem man auf Erze stieß. Sie wurde von der Eisenbahndirektion Elberfeld gestellt und hatte folgenden Wortlaut:

„Bei den Erdarbeiten für die Nebenbahn Bensberg – Immekeppel haben sich im fiskalischen Forstrevier Königsforst, Gemeinde Bensberg-Honschaft, Flur 1, etwa 900 m NO der „Siebenwege“ (Wegestern an der Kaisereiche), 850 m S des Holzerbachs und 850 m WNW von „Schwiegelshohn“ in einer Tiefe von 2 bis 3 m unter der Oberfläche Zink-, Blei- und Kupfererze gefunden. Da die Fundstelle dem Vernehmen nach im freien Felde liegt, beantrage ich hiermit ergebenst die Erteilung einer Mutung auf die genannten Erzarten unter dem Namen „Direktion Elberfeld“.“

Die nachfolgende Verleihungsurkunde auf Gewinnung von Blei-, Zink- und Kupfererzen trägt das Datum 12. Juli 1890.

## Betrieb und Anlagen
Über den Betrieb der Grube ist nichts bekannt, weil bisher keine schriftlichen Unterlagen gefunden werden konnten. Der Fundpunkt ist mit den angegebenen Koordinaten leicht über den jetzt als Wander- und Fahrradweg nutzbaren alten Bahndamm zu erreichen. Es ist aber schwer, heute noch Relikte auszumachen.